# Île Vatou
L'île Vatou est un îlot de Mayotte appartenant administrativement à Pamandzi.

## Géographie
Elle est située au Sud de l'île Kakazou, à l'Est de Mayotte.